# Bucheon KEB Hana Bank
O Bucheon KEB Hana Bank é um clube profissional de basquetebol sul-coreano sediado em Bucheon, Coreia do Sul. A equipe disputa a Women's Korean Basketball League.

## História
Foi fundado em 1998.

## Títulos

### Domésticos

#### Women's Korean Basketball League
- WKBL

Vitórias (4): 1999 (inverno), 2000 (verão), 2001 (verão), 2002 (inverno)
Vice (2): 1998 (verão), 2016
- WKBL Temporada regular

Vitórias (4): 1999 (inverno), 2000 (verão), 2001 (inverno), 2001 (verão)
Vice (4): 1998 (verão), 2002 (inverno), 2003 (verão), 2015–16